# Tanshan (köpinghuvudort i Kina, Jiangxi Sheng, lat 28,54, long 114,75)
Tanshan är en köpinghuvudort i Kina. Den ligger i provinsen Jiangxi, i den sydöstra delen av landet, omkring 110 kilometer väster om provinshuvudstaden Nanchang. Antalet invånare är 15 017. Befolkningen består av 7 336 kvinnor och 7 681 män. Barn under 15 år utgör 19,0 %, vuxna 15-64 år 70 %, och äldre över 65 år 9,0 %.
Runt Tanshan är det ganska tätbefolkat, med 139 invånare per kvadratkilometer. Närmaste större samhälle är Xinchang, 17,3 km söder om Tanshan. I omgivningarna runt Tanshan växer i huvudsak blandskog.
Genomsnittlig årsnederbörd är 2 214 millimeter. Den regnigaste månaden är maj, med i genomsnitt 382 mm nederbörd, och den torraste är oktober, med 45 mm nederbörd.